# Khối "Đoàn kết" Petro Poroshenko

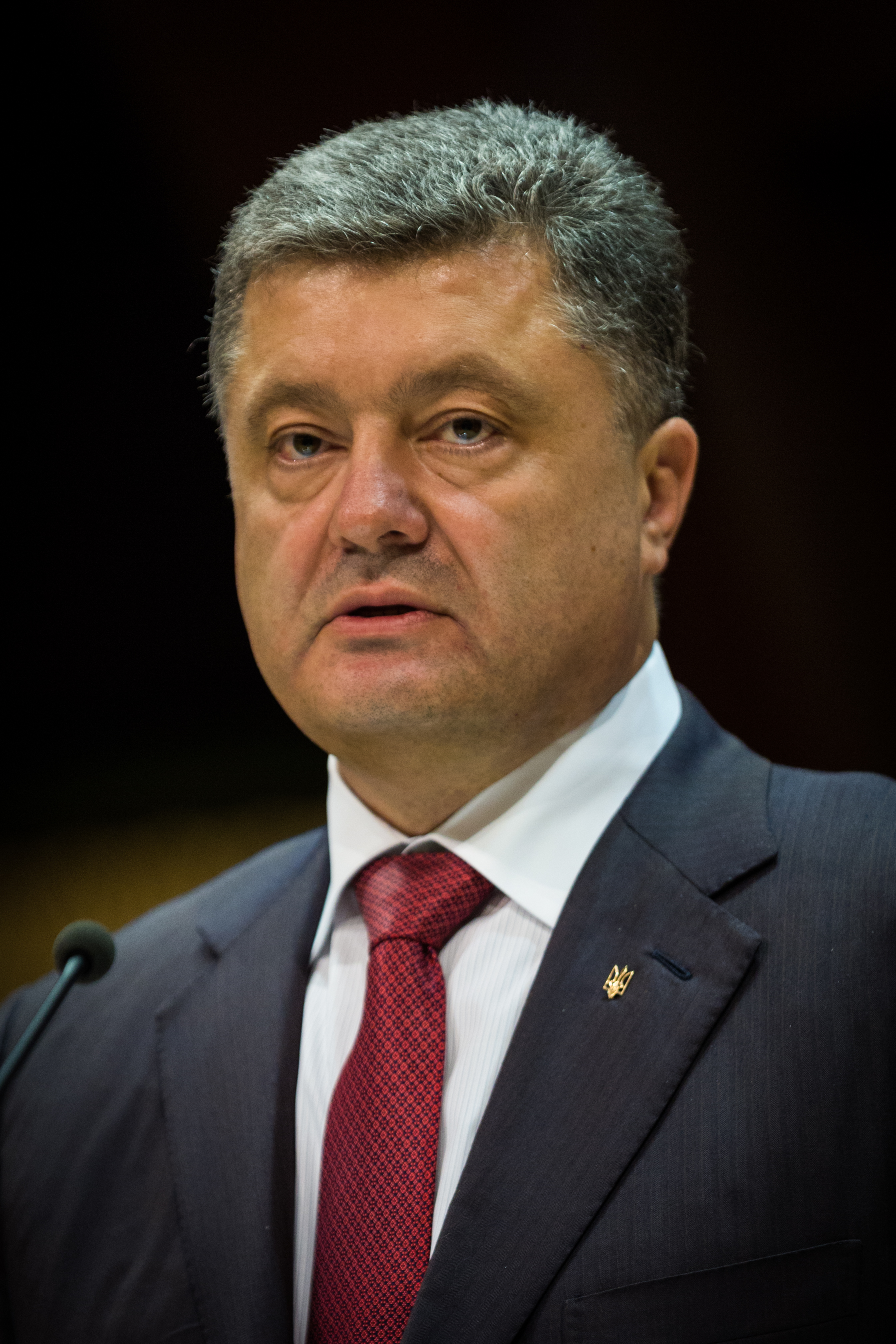
Petro Poroschenko, người sáng lập

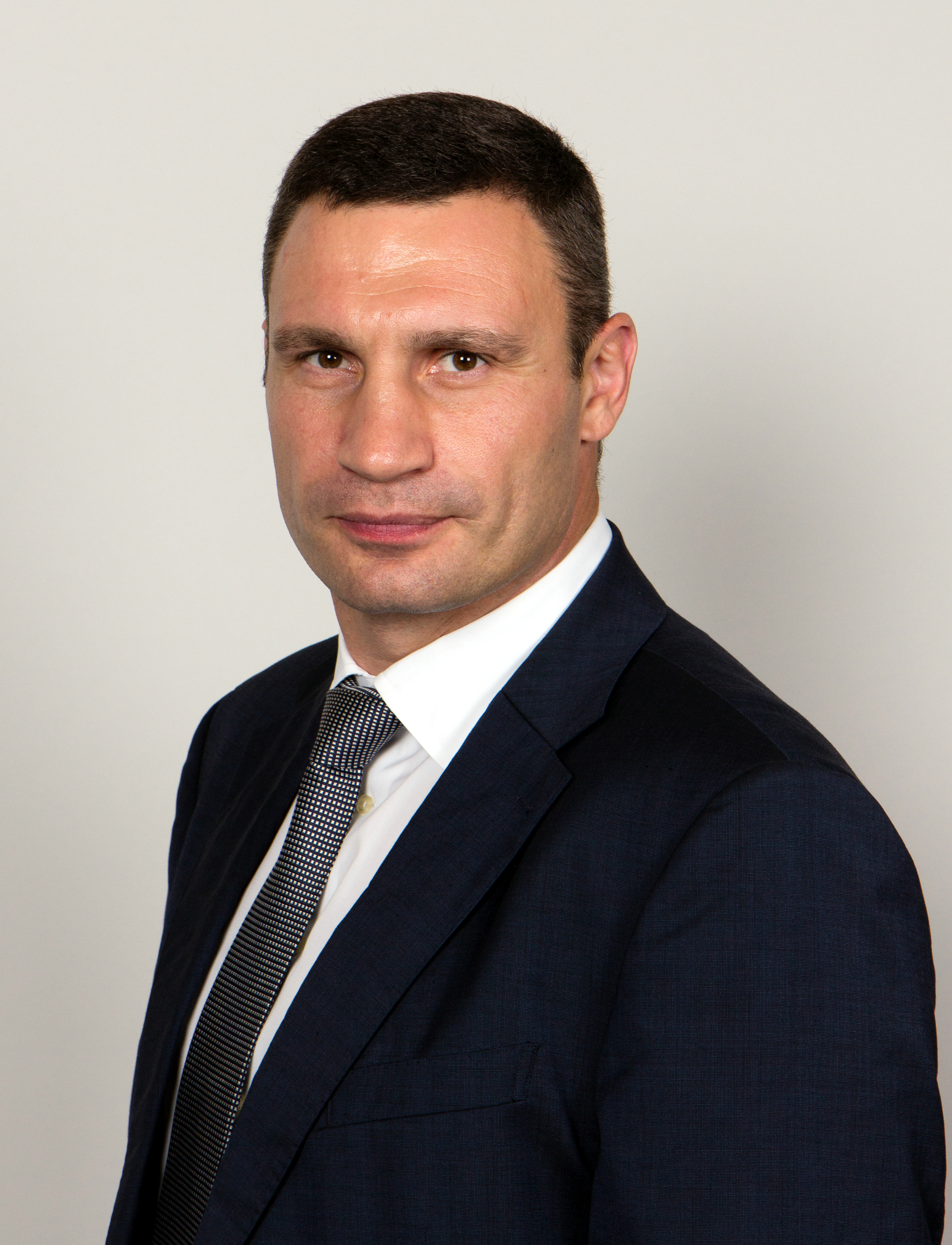
Vitali Klitschko, chủ tịch đảng

Khối "Đoàn kết" Petro Poroshenko (tiếng Ukraina: Блок Петра Порошенка «Солідарність», Blok Petra Poroshenka «Solydarnist») là một đảng chính trị ở Ukraina, được thành lập vàp ngày 27 tháng 8 năm 2014. Tuy nhiên nó đã có nguồn gốc từ một nhóm dân biểu quốc hội có tên là "Đoàn kết" hình thành vào năm 2000  và tồn tại từ đó dưới các hình thức khác nhau như là một nhóm chính trị của Petro Poroshenko.
Đảng này đã giành được trong cuộc bầu cử quốc hội Ukraine năm 2014 132 ghế, nhiều hơn bất kỳ đảng nào khác.
Vào ngày 28 Tháng 8 năm 2015, Liên minh Dân chủ Ukraina để Cải cách (UDAR) sáp nhập vào đảng. Sau đó lãnh tụ đảng UDAR và và cũng là thị trưởng Kiev Vitali Klitschko trở thành người đứng đầu đảng mới, thay thế Yuriy Lutsenko.